# 法国革命共产党
法国革命共产党（法語：Parti Communiste Révolutionnaire de France，缩写为PCRF）是法国的一个共产主义政党。
2004年，法国革命共产主义者联盟成立。2015年6月20日，法国革命共产主义者联盟和另一个左翼政党共产党人在巴黎共同召开统一大会，决定两党合并为共产党人革命党。2016年10月22日－23日，法国革命共产主义者联盟的前成员在巴黎召开代表大会，决定退出共产党人革命党，与“共产主义干预”（从共产党人革命党分裂出的一个团体）联合成立法国革命共产党。